# Hoogbos (bosgebied)
Het Hoogbos is een bosgebied in de gemeente Voeren in de Belgische provincie Limburg en in de gemeente Eijsden-Margraten in de Nederlandse provincie Limburg. Het bos ligt ten zuidwesten van Mheer en op zo'n anderhalve kilometer ten noorden van 's-Gravenvoeren. Ook ligt het ongeveer een kilometer ten zuiden van Libeek.
Het bos ligt voornamelijk op een steile noordhelling van een dalletje dat de Horstergrub heet. In Mheer begint het bosgebied bij de Steegstraat. Aan de andere kant van de Dorpsstraat in Mheer ligt een ander hellingbos op de noordhelling van hetzelfde doorlopende dalletje.
In het Hoogbos komen enkele dolines voor.

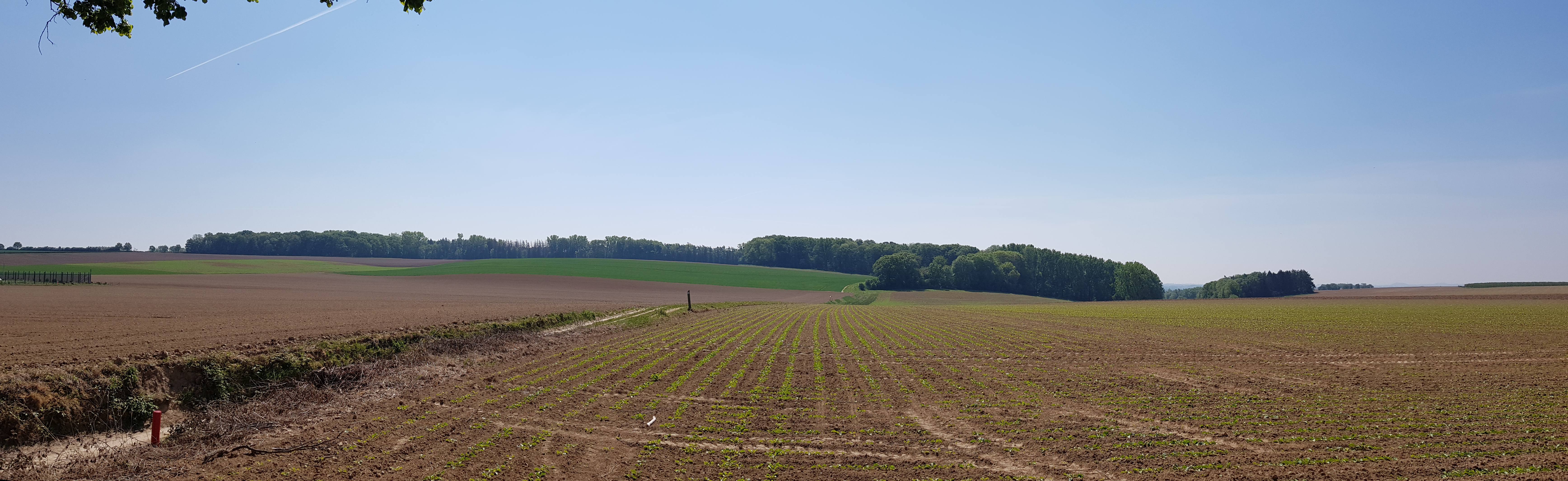
het Hoogbos hoog op het plateau
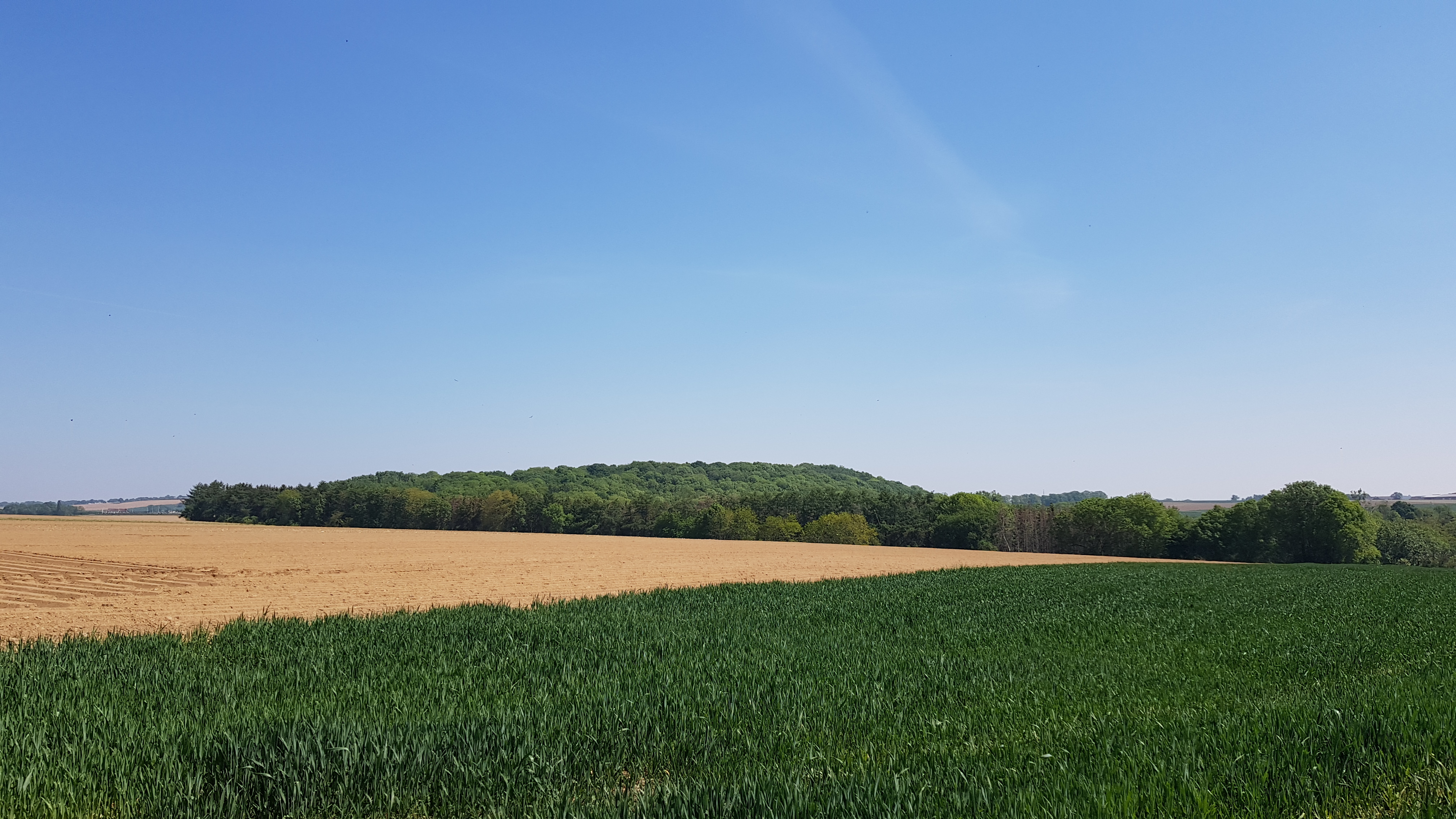
het bos gezien vanaf het plateau
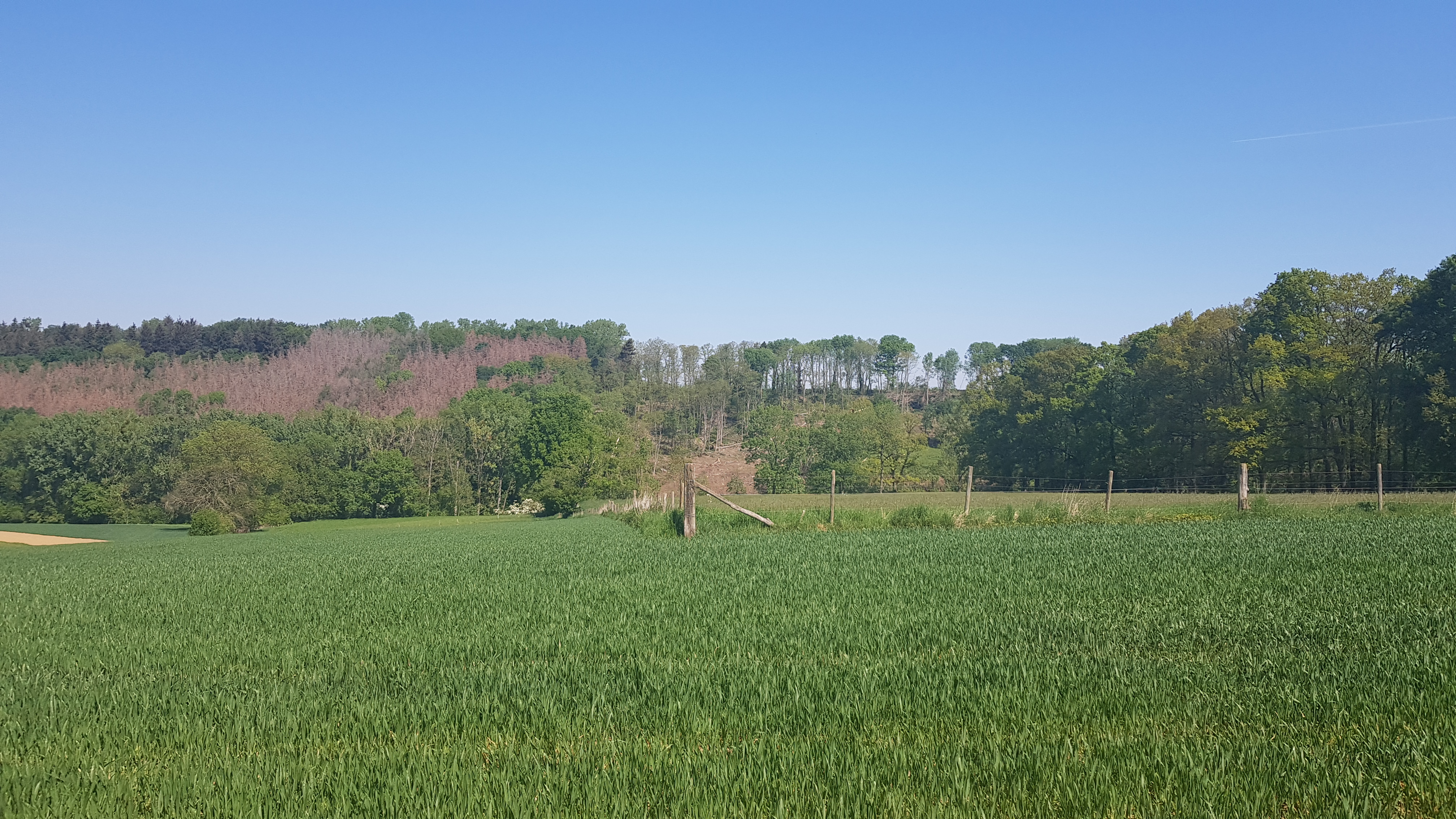
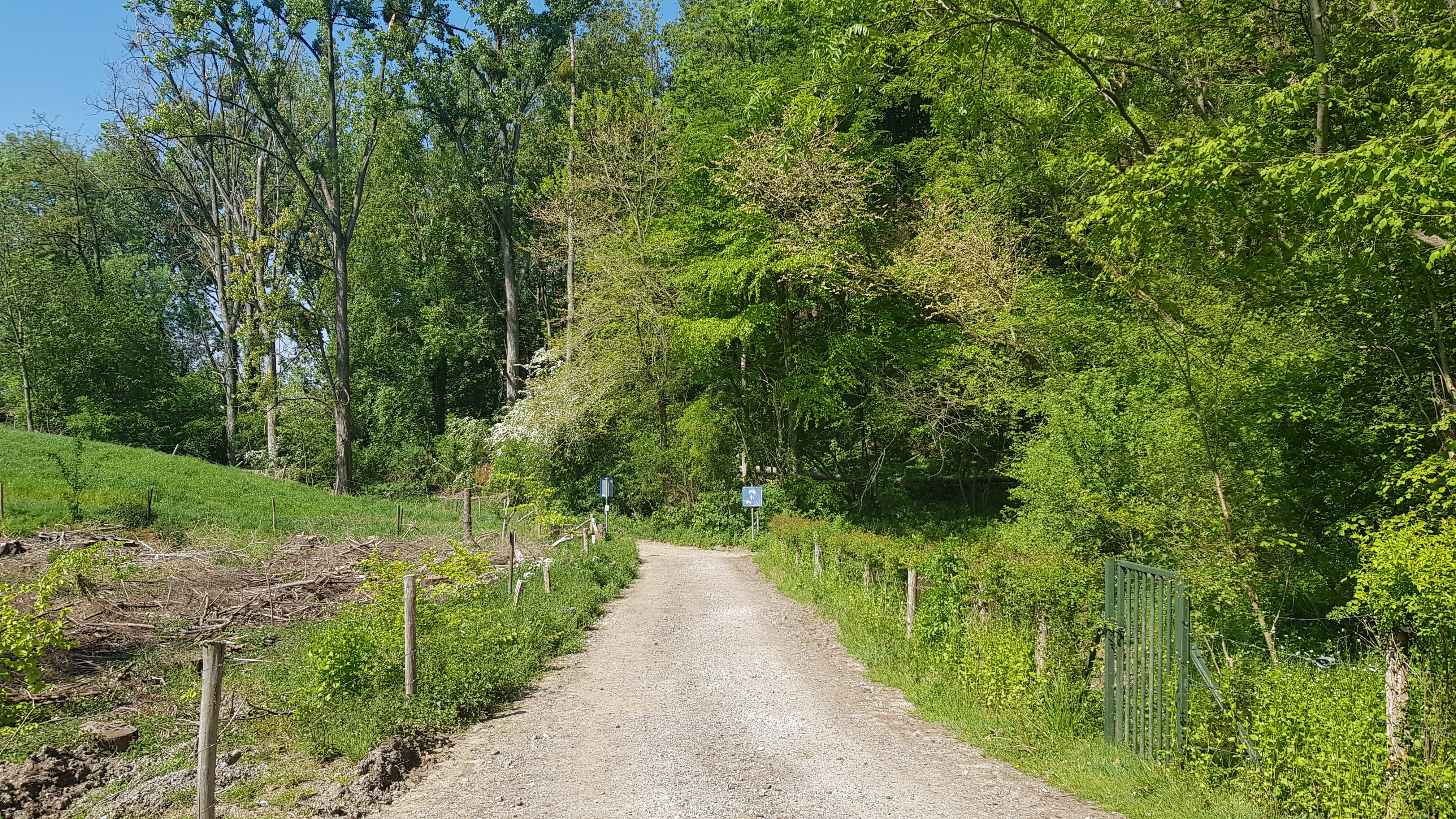
de grensovergang Nederland-België aan de voet van het Hoogbos